# Lazër Mjeda
Lazër Mjeda (Mjeda, 1869. március 6. – Shkodra, 1935. július 8.) albán római katolikus főpap, 1909-től 1921-ig szkopjei püspök, 1921-től haláláig shkodrai érsek.
Nevének olaszos változata Lazzaro Miedia. Ndre Mjeda (1866–1937) jezsuita szerzetes, költő, pedagógus öccse.

## Életútja
A shkodrai jezsuiták intézményeiben nevelkedett, 1891-ben szentelték pappá. Ezt követően egy kisebb hegyvidéki falu, Plan plébánosa lett. Mindössze harmincéves korában, 1901. január 20-án nevezték ki sapai püspökké. A rá bízott közösséggel azonban nem találta meg a hangot, ezért 1904. december 24-én leváltották, és 1905. január 10-én Areopolis címzetes püspökévé tették meg. 1905 augusztusában visszaköltözött Shkodrába.
1909. április 14-én szkopjei püspök lett. Ebben az időszakban szemtanúként követhette végig Koszovó és Macedónia szerb invázióját, amelyről rendszeresen beszámolt vatikáni feletteseinek, de információkkal segítette Leo Freundlich Albaniens Golgatha (’Albán golgota’, Bécs, 1913) című művének megírását is. 1921-ben visszatért Shkodrába, ahol Ernesto Cozzi kezdeményezésére 1921. október 19-én felszentelték a Shkodrai főegyházmegye érsekévé. Haláláig Shkodra érseke, az albániai jezsuiták fontos támogatója volt. Neki volt köszönhető, hogy sok papi pályára készülő fiatal az Innsbrucki Egyetem teológiai fakultásán készülhetett fel a hivatására.
Főpapi hivatása mellett bátyja oldalán részt vett az Agimi (’Hajnal’) közművelődési egyesület 1901-es megalapításában, és az albán nyelv leírására alkalmas Agimi-ábécé kidolgozásában.